# Doraemon the Hero
Doraemon the Hero o Doraemon the Hero: pioneros del espacio, conocida en japonés como Eiga Doraemon Shin·Nobita no uchū kaitaku-shi (映画ドラえもん 新・のび太の宇宙開拓史?  lit. Doraemon, la película. La nueva historia del pionero espacial Nobita), es una película de animación, estrenada en Japón el 7 de marzo de 2009 y el España el 3 de noviembre de 2010. Este largometraje es una reedición de la película Doraemon: The Space Hero

## Historia
La historia comienza cuando un grupo de niños mayores ocupan el descampado donde Nobita y sus amigos suelen jugar al béisbol.
En el intento de recuperarlo, conocen a Lopple y Chammym, habitantes del planeta Koya Koya, situado en un universo alternativo, un planeta en el que no faltan descampados para jugar pero tampoco problemas. Los habitantes de Koya-Koya pedirán ayuda a sus nuevos amigos terrícolas y, así, Nobita y Doraemon se convertirán en auténticos superhéroes.

## Personajes

### Protagonistas
- Doraemon:

Un gato robot del siglo XXII amigo de Nobita. Su heroísmo y valentía le hacen a Doraemon un gran héroe espacial.
- Nobita:

Un chico vago y desafortunado pero con un gran corazón y sentido de la justicia. Tras conocer a Lopa y a Chrmill enseguida se ofrece a ayudarles. Con su gran puntería y junto a Doraemon resolverán los problemas que acechan en Kora-Kora
- Lopa

Un niño del planeta Kora-Kora. Tiene sólo 8 años, pero es muy serio y responsable. Conoce a Nobita y a Doraemon gracias al agujero que conectó una parte del suelo de Nobita.
- Chammy:
- Un conejo rosa y peludo que es amigo de Lopa. En la película no habla mucho ya que pasa parte de ella secuestrado por los alafantes.

- Morina:

Hermana de Lopa. Perdió a su papá mientras este intentaba parar a los alafantes. Es antipática en la mayoría de la película menos en el final.

### Antagonistas
- Guillermin:

El antagonista principal de la película. Es domador de alafantes Salvajes. Quiere quedarse con todos los conejos- pompón de Koya-Koya. También quiere quedarse con la fauna de Koya-Koya.
- Alafantes salvajes
- Son unos elefantes verdes que pueden revolotear gracias a sus orejas. Son rápidos y respetan a su domador. Ellos fueron los que secuestraron a Charmill.